# Хулімар Авіла
Хулімар Авіла (ісп. Julimar Ávila, 21 січня 1997) — гондураська плавчиня.
Учасниця Олімпійських Ігор 2020 року, де в півфіналах на дистанції 200 метрів батерфляєм посіла 16-те (останнє) місце і не потрапила до фіналу.